# Krishna Prasad Bhattarai

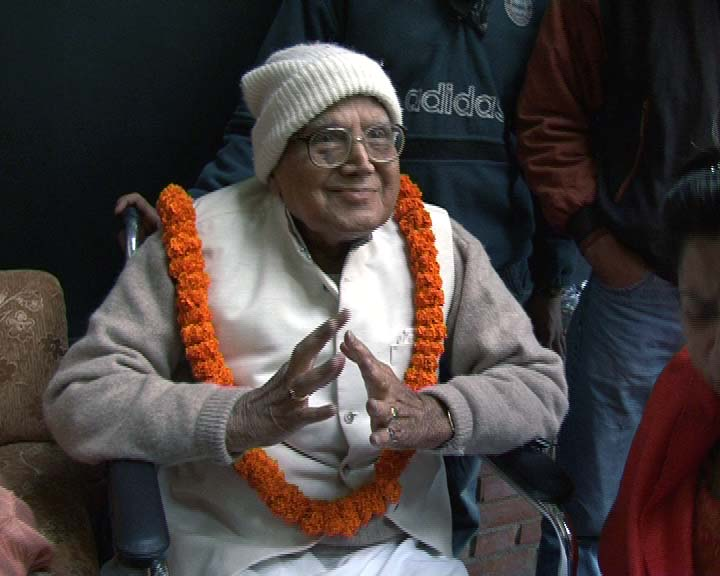
Krishna Prasad Bhattarai.

Krishna Prasad Bhattarai (nepali:कृष्ण प्रसाद भट्टराई), känd även som "Kishunji" eller "KP", född 13 december 1924 i Varanasi, död 4 mars 2011 i Katmandu, var en nepalesisk politiker (Kongresspartiet). Han var Nepals premiärminister 1990–1991 och 1999–2000. Under Bhattarais första regeringsperiod genomgick Nepal en demokratiseringsprocess.
Bhattarai avled 2011 på sjukhuset Norvic International Hospital.